# Rainy Dog
Rainy Dog (極道黒社会?, Gokudō kuroshakai, lett. "Società nera Gokudō") è un film del 1997, diretto da Takashi Miike. È la seconda parte della Black Society Trilogy, composta anche da Shinjuku Triad Society e da Ley Lines.

## Trama

Copertina del DVD italiano

Yūji è uno yakuza costretto a vivere in esilio a Taipei, a Taiwan, dove lavora come killer per la Triade locale. Dopo aver appreso per telefono che il suo boss giapponese è stato ucciso e il clan a cui apparteneva sciolto, Yūji riceve la visita di una donna, che porta con sé un bambino muto di nome Chen. La donna lascia Chen con Yūji, dicendogli che è suo figlio.
Yūji si disinteressa inizialmente di Chen, che lo segue come un cane e assiste a un suo brutale omicidio. Dato che Yūji non esce e non lavora mai nei frequenti giorni di pioggia, perché convinto che porti sfortuna, l'uomo decide di rimandare un omicidio e si rifugia in un bordello, dove passa la notte con la prostituta Lily, mentre Chen è costretto a dormire per strada.

Dopo aver svolto l'ennesimo omicidio, Yūji si appropria dei soldi della Triade e si reca da Lily, proponendole di fuggire con lui e con Chen. I tre si rifugiano quindi in una casa abbandonata sulla spiaggia, mentre sulle loro tracce c'è Ku, il fratello di una vittima di Yūji. Dopo aver ucciso Lily, Ku e i suoi uomini prendono in ostaggio Chen e trovano Yūji. Questi, seppur ferito, riesce a sparare a Ku e a un suo uomo, ma viene abbattuto da un misterioso uomo giunto dal Giappone, che lo seguiva costantemente. Ku si rialza e scopre di essere stato solo ferito, grazie all'accendino del defunto fratello che ha bloccato il proiettile. Ku punta la pistola su Chen, ma invece di sparargli lo risparmia, dicendo: 

## Riconoscimenti
- 1998 - Japanese Professional Movie Awards
  - Miglior regia

## Collegamenti ad altre pellicole
- La frase che Ku dice nel finale a Chen è la stessa che la Sposa dirà alla figlia di Vernita Green in Kill Bill: Volume 1, diretto da Quentin Tarantino nel 2003.